# 吉原麻貴
吉原 麻貴（よしはら まき、本名:同じ、1987年4月21日 - ）は、日本の女優。代々木高等学院卒業。

## 来歴
中学生の時、『3年B組金八先生』を見て武田鉄矢と共演したいと思い、役者を目指し始める。
高校、養成所で芝居の基礎や舞台を学び、のち映画を中心に活動した。
2012年3月15日、スターダムが開催した第1回グラレスラーオーディション合格。
その一方で、2012年に立ち上げた演劇集団蘭舞で演出助手を担当。 2022年、「ストレンジデイズ２」を最後に女優を引退した。

## 出演

### 映画
- ピンクの仕事（2011年、夏目大一朗監督）
- 骨まで愛して（2012年、夏目大一朗監督）
- 胸がドキドキ（2012年、夏目大一朗監督）
- 図書館戦争（2013年4月27日、佐藤信介監督）
- オールヌード（2013年11月1日、夏目大一朗監督）
- サンブンノイチ（2014年4月、品川ヒロシ監督）
- ストレンジデイズ　監禁ワークショップ（2017年、越坂康史監督）-主演　米原深絵名義
- 終末の獣たち（2018年8月11日、佐々木優大監督）- 主演・永井遠子 役
- プラネット・オブ・アメーバ（2018年12月22日、マメゾウピクチャーズ） - 相沢奈々子役[3]
- スモーキング・エイリアンズ（2018年)
- つれこむ女 したがりぼっち（2020年7月17日、オーピー映画）[4]
- トイレのおっさん（2022年）

### ドラマ
- 示談交渉人〜ゴタ消し〜　-　第5話（2011年、YTV）

### Vシネマ
- 『銀玉遊戯 パチンコクイーン・七瀬 素人パチンカー必勝法！』（2011年）
- 『銀玉遊戯 パチンコクイーン・七瀬2 パチンコ雑誌頂上バトル！』（2011年）
- 『セックス・アンド・ザ・パチスロ2』
- 『ろくでなしアウトロー烈伝 下町四天王最凶伝説』（2011年）
- 『ホームジャック・トライアングル』（2018年）
- 『ホームジャック・ロックダウン』（2021年）
- 『ストレンジデイズ２裸の7日間』（2022年）

### オリジナルDVD
- ファイティングガールズ7 キャットファイト 吉田早希 VS 吉原麻貴（2013年4月19日、ファイティングガールズ）
- ファイティングガールズ7 ミックスファイト&イメージ 吉原麻貴 （2013年4月26日、ファイティングガールズ）
- スタープロレス MIX TAG MATCH Vol.2（2013年4月26日、エンジェルハウス）
- Fighting Girls Volume.7 2013.5.4 THE TURNING POINT （2013年6月21日、ファイティングガールズ

### CM
- ツール・ド・フランス2013 中継告知 ペダルオトメ[5]（2013年5月23日、J SPORTS）